# Bergsjön (Sollefteå socken, Ångermanland)
Bergsjön är en sjö i Sollefteå kommun i Ångermanland och ingår i Ångermanälvens huvudavrinningsområde. Sjön har en area på 0,214 kvadratkilometer och ligger 202,1 meter över havet. Sjön avvattnas av vattendraget Strinneån.

## Delavrinningsområde
Bergsjön ingår i det delavrinningsområde (701524-157849) som SMHI kallar för Utloppet av Bergsjön. Medelhöjden är 258 meter över havet och ytan är 4,31 kvadratkilometer. Räknas de 4 avrinningsområdena uppströms in blir den ackumulerade arean 25,93 kvadratkilometer. Strinneån som avvattnar avrinningsområdet har biflödesordning 2, vilket innebär att vattnet flödar genom totalt 2 vattendrag innan det når havet efter 42 kilometer. Avrinningsområdet består mestadels av skog (88 procent). Avrinningsområdet har 0,22 kvadratkilometer vattenytor vilket ger det en sjöprocent på 5 procent.